# Artratz
De Artratz is een Nederlandse punkband uit het begin van de jaren 80 afkomstig uit de Haarlemmermeer, en (onbedoeld) een van de eerste Nederlandse hardcore punkbands. Zij traden onder andere op in het toenmalige bekende punkcentrum de Babylon te Woerden (samen met de Amsterdamned). Dat punk in die tijd als erg controversieel werd gezien blijkt hieruit dat tijdens een Artratz optreden op het Herbert Vissers College in Nieuw-Vennep een geschrokken schooldirectie na enige minuten de stekker eruit trok. Door het Japanse punkmagazine "Doll" worden de Artratz in een artikel over Punk in Nederland genoemd als een van de bands die een goed voorbeeld zijn van het Nederpunk geluid.
Begin 1982 brachten de Artratz de, in het in Abbenes gelegen kraakpand "Southfork" opgenomen, ep De Steunzolenboogie uit, die omschreven kan worden als "rauwe punk". Deze ep is door zijn zeldzaamheid voor veel liefhebbers van oude Nederpunk intussen een erg gewild verzamelobject geworden. "De Steunzolenboogie", het openingsnummer van deze ep, werd in 2010 door de Nederlandse punkband Seein' Red gecoverd voor hun splitalbum met Mihoen genaamd Kots op Nederland. De Nederlandse deathmetalband Endor heeft de nummers "Twee Patat Met" en "Aftreksel" gecoverd.

## bezetting
- Dr. Specson - zang
- R. Dirt. - drums
- Ripper - gitaar, zang
- Zob - basgitaar

## Discografie
De Steunzolenboogie (ep, uitgegeven door Art Records in 1982)
1. "De Steunzolenboogie"
2. "Schuiver"
3. "Twee Patat Met"
4. "712"
5. "Aftreksel"
6. "Bostanjarak"
7. "Bij Geen Gehoor Twee Keer Bellen"
8. "Klaboem"